# Dicranodromia danielae
Dicranodromia danielae is een krabbensoort uit de familie van de Homolodromiidae. De wetenschappelijke naam van de soort is voor het eerst geldig gepubliceerd in 2005 door Ng & Mclay.